# Целинное (Новосибирская область)
Цели́нное — село в Коченёвском районе Новосибирской области России. Административный центр Целинного сельсовета. 

## География
Площадь села — 73 гектара.

## Население
| 2002 | 2007 | 2010 |
| ---- | ---- | ---- |
| 870  | ↗892 | ↘736 |

## Инфраструктура
В селе по данным на 2007 год функционируют 1 учреждение здравоохранения и 2 учреждения образования.